# Triumfetta aquila
Triumfetta aquila är en malvaväxtart som beskrevs av D.A. Halford. Triumfetta aquila ingår i släktet triumfettor, och familjen malvaväxter. Inga underarter finns listade i Catalogue of Life.